# As She Pleases
As She Pleases è il primo EP della cantante statunitense Madison Beer, pubblicato il 2 febbraio 2018 dalla Access Records.

## Promozione
L'EP è stato supportato dalla pubblicazione di tre singoli: il primo, Dead, viene pubblicato il 19 maggio 2017. Un video musicale a supporto è uscito il 3 agosto 2017. Seppur non riscontrando ingressi in classifiche nazionali, il brano ha ottenuto una certificazione di disco d'argento nel Regno Unito per aver superato la soglia delle 200 000 unità in territorio britannico, un disco d'oro negli Stati Uniti per aver venduto 500 000 copie e un disco di platino dalla Music Canada per averne vendute 80 000.
Il secondo singolo, Say It to My Face, è stato reso disponibile il 3 novembre 2017, ed è stato accompagnato da un video musicale pubblicato il 15 novembre del medesimo anno.
Home with You viene estratto nel 2018 come terzo ed ultimo singolo. Il brano è divenuto un successo in Norvegia, dove ha raggiunto la 21ª posizione nella classifica dei singoli e le ha fruttato un disco di platino per le vendite in tale territorio.

## Tracce
1. Dead – 3:14 (Brittany Amaradio, Michael Leary, Madison Love)
2. Fools – 3:38 (Madison Beer, Jeremy Dussolliet, Timothy Sommers)
3. HeartLess – 2:38 (Madison Beer, Brittany Amaradio, Jordan Johnson, Stefan Johnson, Marcus Lomax, Madison Love)
4. Tyler Durden – 2:07 (Madison Beer, Jeremy Dussolliet, Timothy Sommers)
5. Home with You – 3:10 (Madison Beer, Fred Gibson, Leroy Clampitt, Rachel Keen, Janée Bennett)
6. Teenager in Love – 3:34 (Madison Beer, Dussolliet, Timothy Sommers)
7. Say It to My Face – 3:09 (Sarah Aarons, Fred Ball, Dayyon Alexander)

## Classifiche
| Classifica (2018) | Posizione massima |
| ----------------- | ----------------- |
| Australia         | 64                |
| Austria           | 68                |
| Canada            | 62                |
| Irlanda           | 38                |
| Stati Uniti       | 93                |
| Svizzera          | 68                |